# Mitoyo
Mitoyo (三豊市, Mitoyo-shi) é uma cidade japonesa localizada na província de Kagawa.
Em 2007 a cidade tinha uma população estimada em 70 150  habitantes e uma densidade populacional de 315,1 h/km². Tem uma área total de 222,66 km².
Recebeu o estatuto de cidade a 1 de Janeiro de 2006.

## Cidade-irmã
- Waupaca, EUA